# バーデンパークSOGI
バーデンパークSOGI（バーデンパークソギ）は、岐阜県土岐市曽木町にある温泉（日帰り入浴施設）である。

## 沿革
- 2006年（平成18年）4月27日 - 開業[1]。